# Reducción de hernia
La reducción de hernia es un procedimiento quirúrigico por el cual se reintroduce el contenido de una hernia en el abdomen. En ocasiones, en hernias con muchos años de evolución, el contenido puede quedar permanentemente atrapado en el interior del saco herniario y no se puede reintroducir dentro de la cavidad abdominal. Hablamos en este caso de una hernia incarcerada.